# Theodor Mattern
Carl Eduard Theodor Stanislaus Mattern (* 8. Mai 1820; † 13. Mai 1886) war ein Berliner Kaufmann, Färbereibesitzer und Kommunalpolitiker (Stadtverordneter).
Von 1859 bis zu seinem Tod war er Taxator für Wollwaren und Rohstoffe beim Berliner Stadtgericht. Nach ihm benannt ist die Matternstraße im Berliner Stadtteil Friedrichshain.
Theodor Mattern starb, fünf Tage nach seinem 66. Geburtstag, am 13. Mai 1886 in Berlin. Die Beisetzung erfolgte am 17. Mai 1886 auf dem Alten Friedhof der St.-Marien- und St.-Nikolai-Gemeinde an der Prenzlauer Allee.

## Belege
1. ↑  Sterbeurkunde bei Ancestry.de
2. 1 2  
Matternstraße unter xhain.info, abgerufen am 5. Januar 2020.
3. ↑  Norddeutsche Allgemeine Zeitung, 17. Mai 1886, Abend-Ausgabe. Aufgerufen am 13. August 2025.

| Personendaten    | Personendaten                           |
| ---------------- | --------------------------------------- |
| NAME             | Mattern, Theodor                        |
| ALTERNATIVNAMEN  | Mattern, Carl Eduard Theodor Stanislaus |
| KURZBESCHREIBUNG | Berliner Kaufmann und Färbereibesitzer  |
| GEBURTSDATUM     | 8. Mai 1820                             |
| STERBEDATUM      | 13. Mai 1886                            |